# Sack Trick
A Sack Trick egy angol, humoros tematikájú funk-metal együttes. Két fő taggal rendelkeznek: Chris Dale-lel és Alex Dickson-nal, de számtalan egyéb zenész is megfordult a zenekarban (akiknek több tagja is csak egy néven szerepelt, például Seaweed (a szó jelentése: hínár, ő játszott az Ozric Tentacles-ben is), Christina és Lyndsay.) Az Iron Maiden énekesként jól ismert Bruce Dickinson is szerepelt a Sack Trick-ben, illetve erős kötődése van az 
Dickinson-hoz.
Ezek a zenészek jelentős része más együttesekből jött át ide.
A Sack Trick 1998-ban alakult meg Londonban. Eredetük arra az eseményre vezethető vissza, amikor Alex Dickson és Chris Dale humoros témájú dalokat írtak, szórakozásból. Ekkor azonban még nem együttesként működtek. E dalok hatására vetődött fel a két férfiban a gondolat, hogy saját, humoros témájú zenekart alapítanak. Dalaikra csak a humor és a szatíra jellemző. Albumaik nagy része olyan témák körül mozog, mint a pingvinek, a bárányok és a nyulak (a második nagylemezük tematikáját teljes egészében négy pingvin köré csoportosították, akik a Holdon landoltak). Első és harmadik nagylemezük is hasonló séma alapján működik, de a harmadik, bárány tematikájú album egyben egy KISS tribute és feldolgozás lemeznek is számított.

## Diszkográfia
- (Music from) the Mystery Rabbits (1999)
- Penguins on the Moon (2000)
- Sheep in Kiss Make Up (2005, KISS-feldolgozás és tribute lemez)